# Alison Powers
Alison Powers (Fraser, 14 dicembre 1979) è un'ex sciatrice alpina e ciclista su strada statunitense, vincitrice della Nor-Am Cup di sci alpino nel 1999 e del titolo panamericano a cronometro di ciclismo su strada nel 2007.

## Carriera

### Sci alpino
Alison Powers, originaria di Winter Park, iniziò la sua carriera agonistica gareggiando nello sci alpino: attiva in gare FIS dal dicembre del 1994, in Nor-Am Cup esordì il 15 dicembre 1995 a Big Mountain in discesa libera (23ª), ottenne il primo podio il 12 febbraio 1996 a Crested Butte in supergigante (2ª) e la prima vittoria il 13 febbraio 1998 nella stessa località in discesa libera. Nel 1999 ai Mondiali juniores di Pra Loup vinse la medaglia di bronzo nella discesa libera e al termine di quella stagione 1998-1999 si aggiudicò sia la Nor-Am Cup generale, sia la classifica di supergigante.
Nel circuito continentale nordamericano conquistò l'ultima vittoria il 4 febbraio 2000 a Big Mountain in discesa libera; il 16 dicembre dello stesso anno ottenne il miglior piazzamento in Coppa del Mondo, a Sankt Moritz nella medesima specialità (8ª). Il 15 dicembre 2002 conquistò a Lake Louise in discesa libera l'ultimo podio in Nor-Am Cup (3ª) e il 1º febbraio 2004 prese per l'ultima volta il via in Coppa del Mondo, a Haus sempre in discesa libera, senza completare la prova. Si ritirò al termine della stagione 2004-2005 e la sua ultima gara fu un supergigante FIS disputato l'8 aprile a Breckenridge, non completato dalla Powers; in carriera non prese parte a rassegne olimpiche o iridate.

### Ciclismo
Attiva nel ciclismo su strada dal 2006 al 2014, vinse il titolo panamericano a cronometro nel 2007 in Venezuela e tre titoli nazionali, due a cronometro (2008, 2014) e uno in linea (2014). Nel suo palmarès rientrano anche diversi successi nelle principali corse del calendario nordamericano – Joe Martin Stage Race (2009, 2010), Cascade Cycling Classic (2012) e Redlands Bicycle Classic (2013) – e la vittoria nel Tour Femenino de San Luis 2014, prova argentina valida per il calendario internazionale UCI.

## Palmarès

### Sci alpino

#### Mondiali juniores
- 1 medaglia:
  - 1 bronzo (discesa libera a Pra Loup 1999)

#### Coppa del Mondo
- Miglior piazzamento in classifica generale: 67ª nel 2001

#### Coppa Europa
- Miglior piazzamento in classifica generale: 22ª nel 2000
- 3 podi:
  - 2 vittorie
  - 1 secondo posto

##### Coppa Europa - vittorie
| Data            | Località | Paese   | Specialità |
| --------------- | -------- | ------- | ---------- |
| 21 gennaio 2000 | Haus     | Austria | SG         |
| 29 gennaio 2003 | Megève   | Francia | DH         |

Legenda:

DH = discesa libera

GS = slalom gigante

#### Nor-Am Cup
- Vincitrice della Nor-Am Cup nel 1999
- Vincitrice della classifica di supergigante nel 1999
- 15 podi:
  - 7 vittorie
  - 4 secondi posti
  - 4 terzi posti

##### Nor-Am Cup - vittorie
| Data             | Località         | Paese       | Specialità |
| ---------------- | ---------------- | ----------- | ---------- |
| 13 febbraio 1998 | Crested Butte    | Stati Uniti | DH         |
| 14 febbraio 1998 | Crested Butte    | Stati Uniti | DH         |
| 7 dicembre 1998  | Mammoth Mountain | Stati Uniti | SG         |
| 17 febbraio 1999 | Apex             | Canada      | DH         |
| 22 febbraio 1999 | Sugarloaf        | Stati Uniti | SG         |
| 2 febbraio 2000  | Big Mountain     | Stati Uniti | SG         |
| 4 febbraio 2000  | Big Mountain     | Stati Uniti | DH         |

Legenda:

DH = discesa libera

SG = supergigante

#### South American Cup
- Miglior piazzamento in classifica generale: 22ª nel 2001
- 1 podio:
  - 1 vittoria

##### South American Cup - vittorie
| Data           | Località    | Paese | Specialità |
| -------------- | ----------- | ----- | ---------- |
| 23 agosto 1997 | El Colorado | Cile  | SG         |

Legenda:
GS = slalom gigante

### Ciclismo
- 2006

4ª tappa Tour of the Gila
1ª tappa Mount Hood Cycling Classic
5ª tappa Mount Hood Cycling Classic
1ª tappa Tour de Toona
- 2007

Campionati panamericani, Prova a cronometro
2ª tappa Tour de Toona
- 2008

Campionati statunitensi, Prova a cronometro
- 2009

3ª tappa Redlands Bicycle Classic
Prologo Joe Martin Stage Race
3ª tappa Joe Martin Stage Race
Classifica generale Joe Martin Stage Race
1ª tappa Fitchburg Longsjo Classic
- 2010

3ª tappa Tour of the Gila
Classifica generale Joe Martin Stage Race
Prologo Cascade Cycling Classic (cronometro)
- 2012

3ª tappa Redlands Bicycle Classic
Classifica generale Cascade Cycling Classic
1ª tappa Tour of Elk Grove
- 2013

1ª tappa Redlands Bicycle Classic
2ª tappa Redlands Bicycle Classic
3ª tappa Redlands Bicycle Classic
Classifica generale Redlands Bicycle Classic
3ª tappa Tour of the Gila
Prologo Cascade Cycling Classic (cronometro)
2ª tappa Cascade Cycling Classic
1ª tappa Tour of Elk Grove
- 2014

3ª tappa Tour Femenino de San Luis (El Durazno > El Durazno)
Classifica generale Tour Femenino de San Luis
2ª tappa Redlands Bicycle Classic
4ª tappa Tour of the Gila
Campionati statunitensi, Prova a cronometro
Campionati statunitensi, Prova in linea
1ª tappa North Star Grand Prix

## Piazzamenti

### Ciclismo

#### Grandi Giri
- Giro d'Italia

2007: 25ª
2014: 72ª
- Tour de l'Aude

2008: 31ª

#### Competizioni mondiali
- Campionati del mondo

Stoccarda 2007 - Cronometro Elite: 20ª
Ponferrada 2014 - Cronosquadre: 6ª
Ponferrada 2014 - Cronometro Elite: 8ª
Ponferrada 2014 - In linea Elite: ritirata